# Kakhovka
 Kakhovka (ukrainsk: Кахо́вка) er en havneby ved floden Dnepr og Kakhovskereservoiret i Kakhovka rajon, Kherson oblast (provins) i det sydlige Ukraine. Den er hjemsted for administrationen af Kakhovka hromada, en af hromadaerne i Ukraine. Byen har en befolkning på omkring 35.400 (2021).
Byen er domineret af Kakhovskereservoiret, der blev anlagt mellem 1947 og 1956. Den er hjemsted for KZEZO (Electro-Welding Equipment Plant) og Kakhovka Vandkraftværk samt Tavria Games-festivalen. Der er en stor fødevarefabrik i selve byen.
Asteroiden i det ydre hovedbælte (2894) Kakhovka er opkaldt efter byen.

## Geografi
Byen ligger omkring 71 kilometer nordøst for oblasthovedstaden Kherson. På den modsatte bred af reservoiret ligger byen Beryslav. De to byer er forbundet af Dnepr-broen ved den nærliggende by Nova Kakhovka, som er den eneste bro over Dnepr mellem Antonivka-broen ved Kherson og broerne i Zaporizjzja. Regionalvejen P-47 går gennem byen.

## Historie
Byens oprindelse ligger i en fæstning, der blev bygget af Krim-khanatet i 1492, men som blev ødelagt i 1695. I 1771 blev bosættelsen Shagingireyskoye (ukrainsk Шагингирейское) nævnt på grundmurene, og i 1791 opstod det nuværende Kakhovka af denne bosættelse. I 1918 blev det en by, og siden 1972 har det været under oblastadministration.
Under Den Russiske Borgerkrig fandt der kampe mod den Hvide hær sted ved det brohoved, som Røde Hær etablerede her, og som siden 1967 er blevet mindet med monumentet "Legendarisk Tachanka" ved byens porte.

### Den russisk-ukrainske krig
|  | Dette afsnit beskriver en aktuel begivenhed Informationerne kan blive ændret hurtigt, som begivenheden skrider frem. |

Under den russiske invasion af Ukraine 2022 blev byen indtaget af russiske tropper i marts 2022; angriberne trængte derefter videre til Mykolaiv, hvor de søgte efter en måde at krydse floden sydlige Buh på. 